# Pepeljevac (Lajkovac)
Pepeljevac (Servisch cyrillisch: Пепељевац) is een plaats in de Servische gemeente Lajkovac. De plaats telt 733 inwoners (2002).